# Marc Seaberg
Marc Seaberg (* 27. November 1946; † 28. November 2024 in Wichsenstein, Landkreis Forchheim; bürgerlich: Franz Seeberger, auch Mark Sommer) war ein deutscher Sänger und Musiker.

## Leben
Marc Seaberg begann Mitte der 1960er Jahre in einigen Beat-Bands zu musizieren. Gegen Ende der 1970er Jahre brachte er mehrere LPs und Singles heraus. Dazu zählt das von Jack White produzierte Original des Titels Looking for Freedom. Es erreichte den 16. Platz der deutschen Charts. Dieser Titel erschien auf dem Album California Gold. Der Song Looking for Freedom wurde im Jahr 1989 in der Version von David Hasselhoff zum Hit. Ebenso sang den Titel zuvor Tony Marshall. 1980 erschien das Album Feeling So High. 
Im April 1981 hatte er einen Auftritt in der ZDF-Hitparade mit dem Titel Holiday. 1982 brachte er als Marc Seaberg & Lipstick das Album Never Give It Up heraus. Alle Alben erschienen bei Ariola.
Ab 2007 sang Marc Seaberg in einer Regensburger ’60er-Jahre-Revival-Band namens „The Mystic Eyes“. Er betrieb den „Star-Club“ in Erlangen.
Seaberg starb einen Tag nach seinem 78. Geburtstag am 28. November 2024 in seinem Zuhause im Landkreis Forchheim. Er hinterließ seine Frau Saskia, mit der er seit 2012 verheiratet war.